# Opération Tassergal
L'opération Tassergal est une opération interarmées française visant à lutter contre la pêche illégale au large de la Guyane. Elle a eu lieu en 2007.
Elle visait, par l'action des commandos marine, de la Gendarmerie, et des hélicoptères de l'Armée de terre, à lutter contre les pêcheurs provenant du Surinam et du Brésil et pêchant illégalement dans les eaux françaises.
Les unités françaises ont arraisonné, parfois de vive force, 12 navires au cours de cette opération. Des échanges de tirs ont blessé quatre pêcheurs. Quatre des pêcheurs arrêtés ont été jugés et condamnés au titre de cette opération.